# Ján Rojko ml.
Ján Rojko ml. (Roiko, Royko ml.; 3. února 1774, Banská Bystrica - 15. května 1838, Banská Štiavnica) byl slovenský pedagog.
Jeho otcem byl Ján Rojko st.

## Životopis
Studoval na univerzitách ve Wittenbergu a Jeně. Po návratu učil na dívčí škole v Banské Bystrici, kde založil i ústav pro výchovu chlapců. Byl konrektorem gymnázia v Banské Štiavnici (1803), a jeho rektorem (od roku 1805). Národně uvědomělý pedagog, od roku 1810 byl vedoucím Katedry čs. řeči a literatury na banskoštiavnickém gymnáziu. Jeho přednášky se zachovaly v rukopisech. Byl sběratelem slovenských lidových písní, kterými přispěl do Kollárových Národních zpívánek. Byl také členem a knihovníkem Učené společnosti báňského okolí.

## Dílo
- Syntax Slavo-bohemica (rukopis)